# Seona (Novi Travnik)
Pour les articles homonymes, voir Seona.
Seona (en cyrillique : Сеона) est un village de Bosnie-Herzégovine. Il est situé dans la municipalité de Novi Travnik, dans le canton de Bosnie centrale et dans la fédération de Bosnie-et-Herzégovine. Selon les premiers résultats du recensement bosnien de 2013, il compte 75 habitants.

## Histoire
Sur le territoire du village se trouve la nécropole de Maculje qui abrite 101 stećci, un type particulier de tombes médiévales, et 16 tombes cruciformes ; cet ensemble est inscrit sur la liste des monuments nationaux de Bosnie-Herzégovine et fait partie des 22 sites avec des stećci proposés par le pays pour une inscription au patrimoine mondial de l'UNESCO.

## Démographie

### Évolution historique de la population
| 1948 | 1953 | 1961 | 1971 | 1981 | 1991 | 2013 |
| ---- | ---- | ---- | ---- | ---- | ---- | ---- |
| -    | -    | 302  | 375  | 330  | 262  | 75   |

|  |